# Rhynchospora rupicola
Rhynchospora rupicola är en halvgräsart som beskrevs av Mark T. Strong. Rhynchospora rupicola ingår i släktet småag, och familjen halvgräs. Inga underarter finns listade i Catalogue of Life.